# サークルケイ・ノースジャパン
株式会社サークルケイ・ノースジャパンは、かつて青森県、岩手県、秋田県の3県で店舗を展開していた、コンビニエンスストア、サークルKのエリア・フランチャイズ会社。親会社の経営破綻によって連鎖倒産した。

## 概要
亀屋みなみチェーンは1986年（昭和61年）3月、サークルケイ・ジャパンと提携し、子会社のサークルケイ東北を設立した。他チェーンよりも早くに出店開始した事もあり、青森県内ではサークルKが一時コンビニの最大勢力となっていたが、ローソン進出の頃から県内の店舗数は減少傾向となった。2001年に亀屋みなみチェーンが破綻した後も営業を継続していたが、2003年3月1日、経営不振によりコンビニ経営より撤退した。全従業員と共に営業業務はシーケー東北株式会社に引き継がれた。
その後、サークルケイ・ノースジャパンは社名をケーエヌジェーと変更、本社所在地を青森市から東京都内に移転していたが、亀屋みなみチェーンの破綻によって債権の回収が不可能になったことから、2003年7月31日に東京地方裁判所に破産を申し立て、同年8月6日に破算宣告を受けた。

## 沿革
- 1986年（昭和61年）
  - 3月5日 - 亀屋みなみチェーンがサークルケイ・ジャパンと提携し、子会社のサークルケイ・ノースジャパンを設立[2]。
  - 9月 - FC展開を開始[2]。
  - 11月 - 1号店となるサークルK中央店を青森市内に出店[4]。
  - 12月 - 2号店となる店舗を青森市の青森トヨペットに併設し、出店[4]。
- 2001年 - サークルケイ・ジャパンはサークルケイ・ノースジャパンに資本参加した。この時のノースジャパンの運営店舗数は青森・秋田・岩手の3県で166店舗[5]。